# Женская сборная Японии по хоккею на траве
Женская сборная Японии по хоккею на траве (прозвище «Японская сакура», англ. Sakura Japan) — женская сборная по хоккею на траве, представляющая Японию на международной арене. Управляющим органом сборной выступает Ассоциация хоккея на траве Японии (англ. Japan Hockey Association).
Сборная занимает (по состоянию на 16 июня 2014) 10-е место в рейтинге Международной федерации хоккея на траве (FIH).

## Результаты выступлений

### Летние Олимпийские игры
- 1980 — не участвовали
- 1984 — не участвовали
- 1988 — не участвовали
- 1992 — не квалифицированы
- 1996 — не участвовали
- 2000 — не квалифицированы
- 2004 — 8-е место
- 2008 — 10-е место
- 2012 — 9-е место
- 2016 — 10-е место

### Чемпионат мира по хоккею на траве
- 1974 — не участвовали
- 1976 — не участвовали
- 1978 — 6-е место
- 1981 — 7-е место
- 1983 — не квалифицированы
- 1986 — не квалифицированы
- 1990 — 11-е место
- 1994 — не квалифицированы
- 1998 — не квалифицированы
- 2002 — 10-е место
- 2006 — 5-е место
- 2010 — 11-е место
- 2014 — 10-е место
- 2018 — 13-е место

### Азиатские игры
- 1982 — 4-е место
- 1986 —
- 1990 —
- 1994 —
- 1998 — 4-е место
- 2002 —
- 2006 —
- 2010 —
- 2014 — 4-е место

### Чемпионат Азии
- 1985 —
- 1989 —
- 1993 — 4-е место
- 1999 — 4-е место
- 2004 —
- 2007 —
- 2009 — 4-е место
- 2013 —
- 2017 — 4-е место

### Мировая лига
- 2012/13 — 9-е место
- 2014/15 — 12-е место
- 2016/17 — 11-е место

### Трофей чемпионов
- 1987 — 2006 — не участвовали
- 2007 — 5-е место
- 2008 — 6-е место
- 2009 — не участвовали
- 2010 — не участвовали
- 2011 — не участвовали
- 2012 — 5-е место
- 2014 — 8-е место

### Champions Challenge
- 2002 — не участвовали
- 2003 —
- 2005 —
- 2007 — не участвовали

## Текущий состав
Состав команды был объявлен перед чемпионатом мира 2014, прошедшем в мае-июне в Гааге, Нидерланды.
Главный тренер: Yoo Seung-jin
| № | Игрок              | Поз. | Возраст |
| - | ------------------ | ---- | ------- |
| 1 | Рёко Оиэ           | GK   | 25      |
| 2 | Сихо Сакаи         |      | 24      |
| 3 | Кэйко Манабэ       |      | 27      |
| 4 | Кана Номура        |      | 24      |
| 5 | Миюки Накагава (c) |      | 27      |
| 6 | Акико Ота          |      | 27      |
| 7 | Сихо Оцука         |      | 24      |
| 8 | Маюми Оно          |      | 29      |
| 9 | Сихори Оикава      |      | 25      |

| №  | Игрок          | Поз. | Возраст |
| -- | -------------- | ---- | ------- |
| 10 | Мадзуки Араи   |      | 25      |
| 11 | Аканэ Сибата   |      | 26      |
| 15 | Аяка Нисимура  |      | 25      |
| 16 | Юри Нагаи      |      | 22      |
| 17 | Хадзуки Нагаи  |      | 19      |
| 18 | Юка Ёсикава    | GK   | 30      |
| 20 | Ёсино Касахара |      | 23      |
| 22 | Хадзуки Юда    |      | 24      |
| 23 | Сёко Канэфудзи |      | 22      |